# Museu Histórico do Instituto Butantan
O Museu Histórico do Instituto Butantan é um dos dos três museus encontrados no parque do Instituto Butantan em São Paulo. O Instituto Butantan possui ao todo quatro museus. O Museu Biológico, o Museu Histórico, o Museu de Microbiologia, localizados no Campus Butantan, e o Museu de Saúde Pública “Emílio Ribas”, localizado no bairro do Bom Retiro. Este Museu, que foi criado em 1981, é a reconstrução do local do primeiro laboratório da instituição, onde foram produzidos soros contra o surto da peste bubônica. Diante desse fato, seu objetivo é resgatar a história dos trabalhos desenvolvidos na área de saúde no Brasil, apresentando diversos objetos históricos, como centrifugas, microscópios e fotos das antigas instalações.

## Histórico

### Instituto Butantan
Em 1899, a cidade de Santos passava por um surto de peste bubônica. Com a doença se espalhando pela cidade, afetaria a importação do café influenciando diretamente na economia do país. Assim, surgiu a necessidade de criar uma instituição para combate de doenças epidêmicas na região de São Paulo.
Com a nova necessidade, Emílio Ribas, diretor do Serviço Sanitário do Estado, tomou as primeiras providências, indicou Vital Brazil Mineiro da Campanha para a direção do novo instituto. Juntou uma equipe formada por Oswaldo Cruz, Adolpho Lutz e Pereira de Queiroz, e, assim, decidiram que a mais nova instituição seria situada na Fazenda Butantan numa antiga cocheira em São Paulo capital por localizar-se cerca de 9 km do centro. A organização do local ficou para Adolpho Lutz, enquanto Vital Brazil começou os trabalhos no laboratório.
Só em 23 de fevereiro de 1901 o presidente Rodrigues Alvez tornou o laboratório independente e virou Instituto Serumtherápico do Estado de São Paulo. Tendo isso em vista, Vital Brazil estabeleceu-se como o diretor do local e contava com poucos funcionários. Embora o estabelecimento não tivesse as condições adequadas, a produção de soros se manteve.Todas as instalações já pertencentes a fazenda foram mantidas, e adaptadas para os cientistas, que em 11 de junho de 1901 entregaram ao público os primeiros soros antipestosos.

### Reconstrução
O Instituto Butantan, teve seu 80° aniversário no ano de 1981, e para comemoração de sua trajetória, planejaram a reconstrução do primeiro laboratório utilizado por Vital Brazil e seus colegas, e a adaptação do mesmo no Museu Histórico do Instituto Butantan.
Em 1901, ano de criação do instituto, Vital Brazil começou a estruturar um espaço para que pudesse produzir a vacina e os soros contra a peste bubônica, porém, como as instalações eram precárias, solicitou junto as autoridades do período a construção de edificações que atendessem as necessidades da pesquisa e da produção. E a partir de registros fotográficos, relatos de funcionários e documentos oficiais, possibilitou-se a reconstrução desta edificação para abrigar o Museu Histórico do Instituto Butantan. E graças aos registros fotográficos da época e relatos de antigos funcionários, o Instituto Serumterápico do Estado de São Paulo pôde ser restaurado e inaugurado em 1981 como Museu Histórico do Instituto Butantan.

O Museu Histórico tem duas salas que representam uma cocheira e a outra um laboratório, abrigando objetos utilizados na instituição ao longo de sua história. Atualmente o museu é dirigido pela Dra. Adriana Mortara de Almeida .

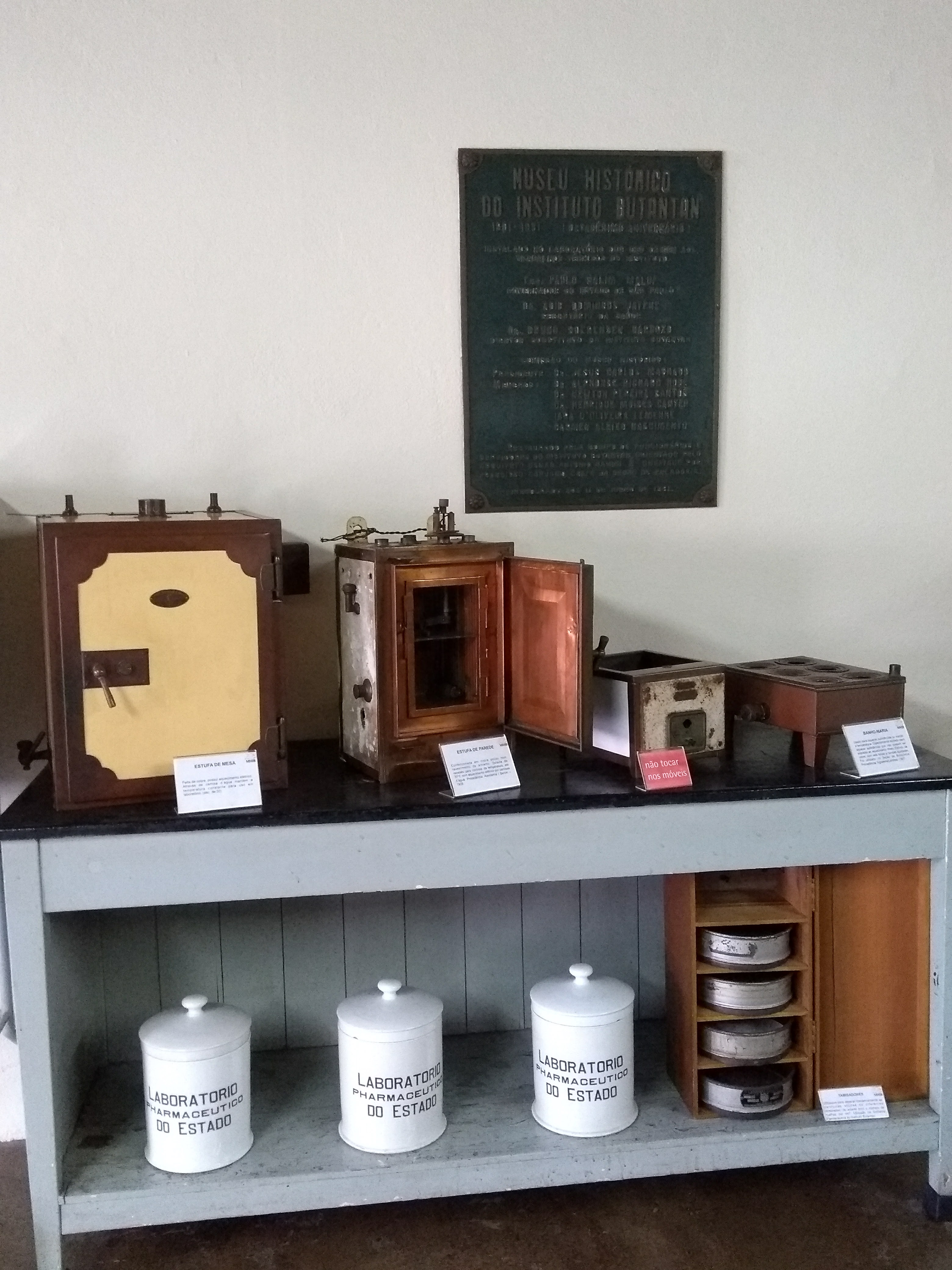
Objetos do antigo laboratório de Vital Brazil.

## Acervo
O museu conta com um acervo resultado de diversas pesquisas e buscas pelo próprio instituto. Incluem-se materiais de laboratório, como tubos de ensaio, microscópios óticos, micrótomo, ovoscópio, ampolas de soros, embalagens de soros, vacinas e béqueres; móveis antigos, como escrivaninhas e bancadas; pertences importantes de escritório, como calculadora, maquina de escrever, uma prensa e balanças de precisão; materiais utilizados na produção dos soros, como tubos de sangria, centrífugas, dois quimógrafos, microscópio eletrônico e destilador; embalagens antigas de soros e vacinas produzidos pela instituição, que vão do período de 1908 até os anos 2000; e também, algumas peças de antigas exposições ali sediadas, como ampliação em cera de crânio de serpente peçonhenta. 

### Destilador
O destilador encontrado no museu tem aproximadamente 1,70 metros de altura, sua principal função era a produção da água destilada, própria para o uso em laboratório. Este foi utilizado durante muitos anos para filtração da água que seria utilizada na própria produção dos soros.

### Tubos de Sangria

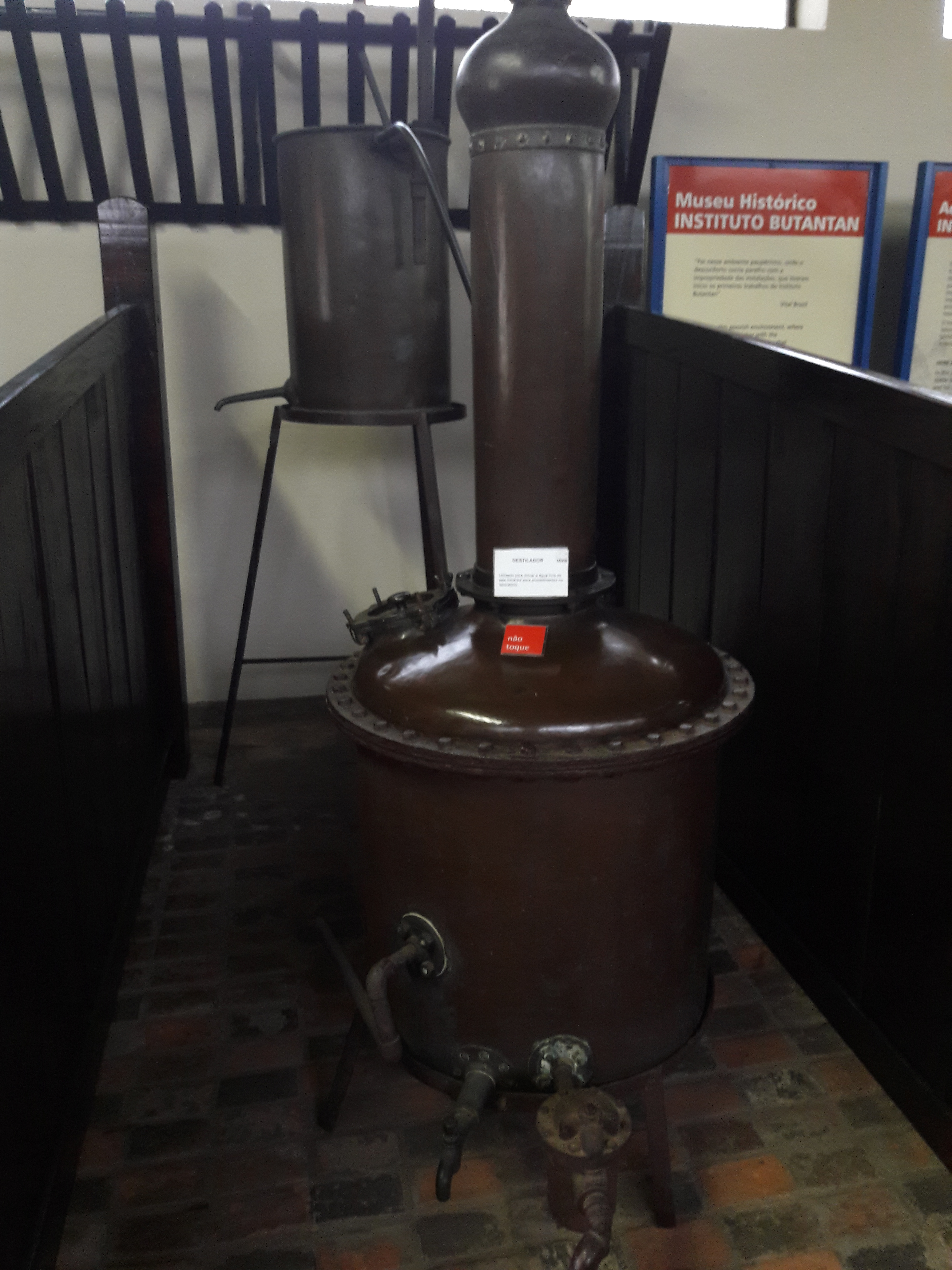
Destilador, parte do acervo do Museu Histórico do Instituto Butantan.

Os tubos de sangria expostos representam uma importante etapa na produção dos soros pelo Instituto. O processo de produção do soro inicia-se com a retirada do veneno produzido pela cobra, e então, uma pequena quantidade é inoculada em um cavalo, afim de produzir anticorpos que serviriam para a produção de soros para humanos. Para a retirada dos anticorpos produzidos, os cientistas promoviam a sangria do cavalo, e este sangue ia para os chamados tubos de sangria, onde permanecia em repouso por um período aproximado de um dia, sem necessidade de ser centrifugado, pois mediante o processo de decantação o sangue se dividia entre plasma sanguíneo e outros elementos (como glóbulos vermelhos, ferro). Ou seja, durante o tempo de repouso do sangue nos tubos de sangria havia a separação da "parte sólida" do sangue, que ficava depositada no fundo do tubo, da "parte líquida" do sangue, que ficava na superfície do tubo. No plasma sanguíneo ("parte líquida") se encontravam os anticorpos específicos produzidos pelo cavalo após a inoculação do veneno em seu organismo. Nessa etapa é importante lembrar que já não havia vestígio do veneno no sangue do animal, mas sim os anticorpos utilizados para sua defesa. Após a extração do plasma sanguíneo, este era encaminhado a laboratórios, nos quais seria submetido a diversos procedimentos para obtenção do soro contra a ação do veneno de animais peçonhentos.

### Equipamentos de Laboratório
Os equipamentos presentes no museu foram utilizados em diferentes seções da instituição ao longo das décadas. Dentre os itens encontrados, há diferentes balanças, para a medição precisa de materiais utilizados; o enorme e antigo microscópio eletrônico, com aproximadamente 1,60 de altura, teve grande importância para o laboratório, comprado em 1952 pelo Instituto e utilizado por 30 anos, promoveu uma melhor precisão nos organismos analisados; e também uma antiga máquina de escrever e calculadora.

## Arquitetura

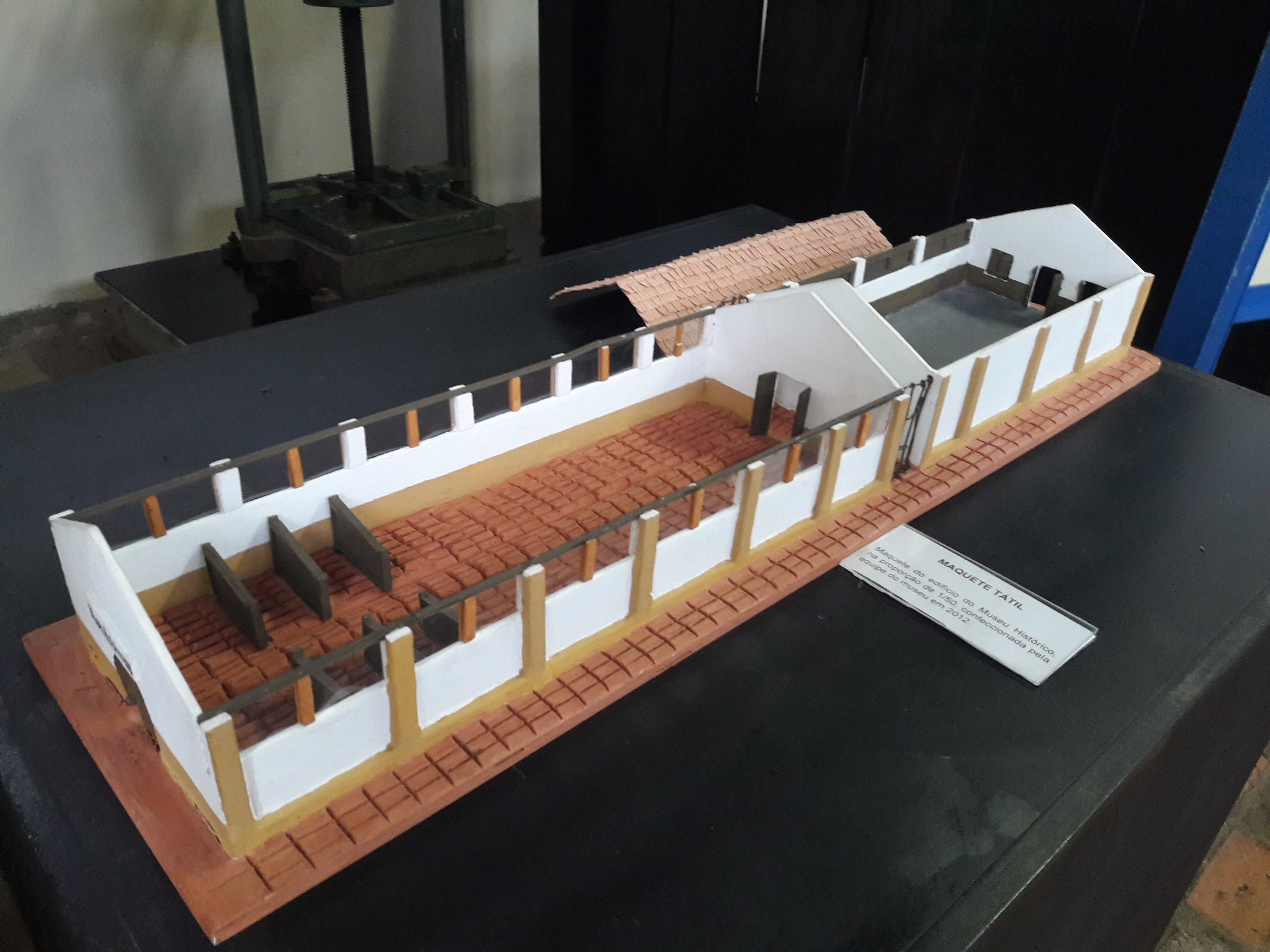
Maquete exposta sobre a estrutura do Museu Histórico do Instituto Butantan.

A arquitetura do local se constitui pela reconstrução da cocheira, adaptada para ser um laboratório, através de relatos feitos por funcionários e as poucas fotos da época. Portanto, ela possui uma estrutura simples, e é dividida em duas salas: a primeira, no início da sala, apresenta objetos nas localidades das antigas baias dos cavalos, que eram usados para fazer a sangria. Sua estrutura é constituída por tijolos e, além disso, parte do piso desta sala é original da primeira cocheira, contendo duas valas no centro por onde líquidos e dejetos escorriam para fora do ambiente; a segunda sala representa um laboratório e escritório, tendo isso em vista, o local é um pouco menos simples, apresentando um chão plano de cimento queimado.

A instalação em sua totalidade é simples e situa-se ao lado da Praça Vital Brazil.

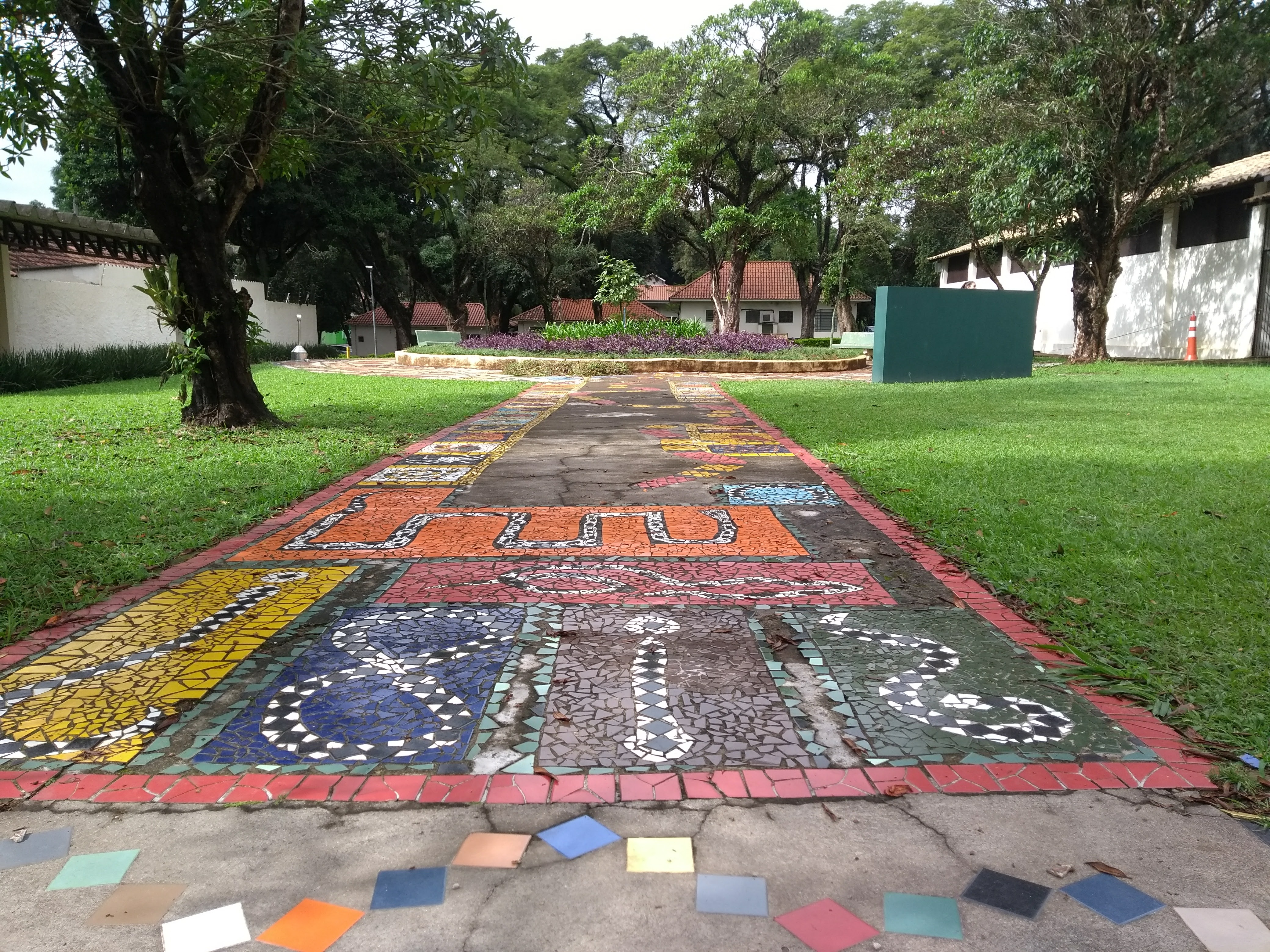
Praça Vital Brazil.

### Praça Vital Brazil
Situada ao lado do museu, a Praça Vital Brazil possui bancos, bebedouros e área verde. Tem seu principal diferencial no mosaico de 98 m² denominado “Fragmentos e sentimentos”, que representa animais de importância médica, como serpentes, aranhas e escorpiões.
A artista gaúcha Cláudia Sperb, no período de 2008 e 2009, coordenou um grupo de 174 voluntários na montagem desse mosaico , em que foram usados pedaços de cerâmica em 22 cores . Seguindo a temática da instituição, fizeram figuras de serpentes, aranhas, lagartos, entre outros animais no chão e nas paredes da praça.
A obra foi inaugurada no aniversário de 107 anos de fundação do Instituto Butantan, e resultou em 3 toneladas de mosaicos que homenagearam os ofídios estudados desde o laboratório inicial na localização do museu.

## Curiosidades
Existe apenas uma fotografia que foi descoberta como o local do laboratório.
A entrada original era pela chamada "segunda sala", que seria o laboratório, porém, atualmente a entrada está sendo feita pela antiga cocheira, já que é voltada para a rua.

## Galeria

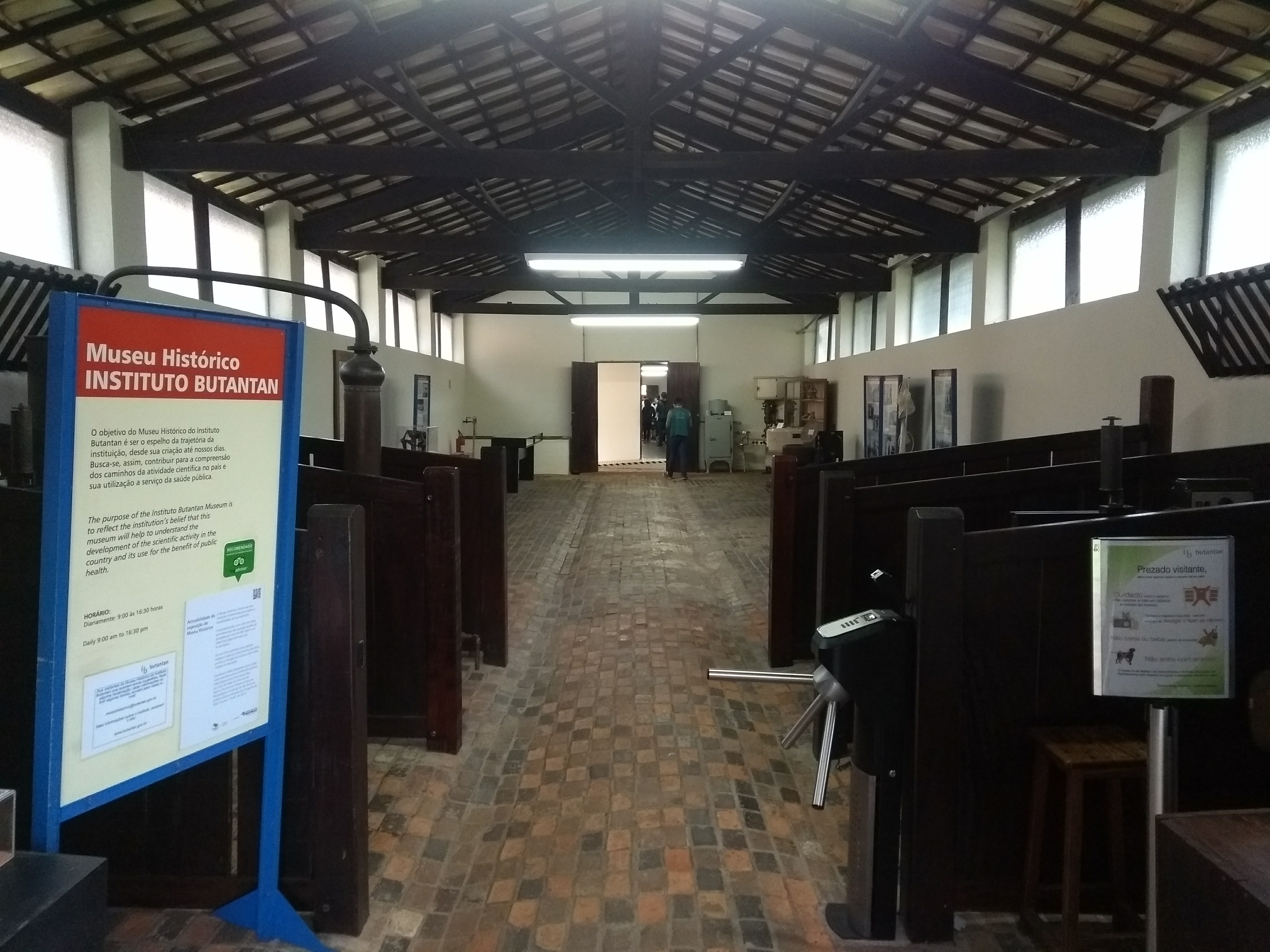
Vista da entrada do Museu Histórico do Instituto Butantan.
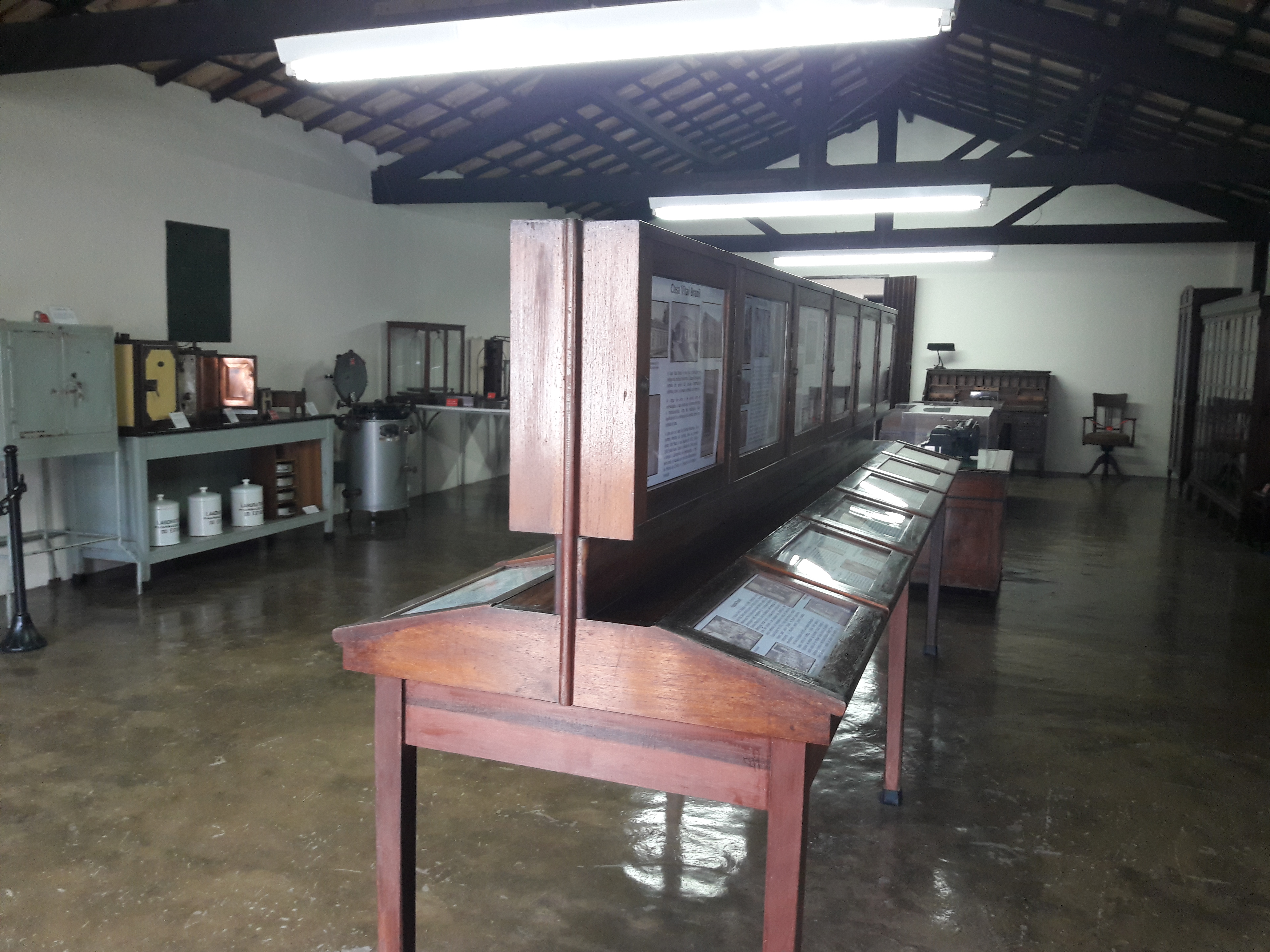
Vista da saida do Museu Histórico do Instituto Butantan.
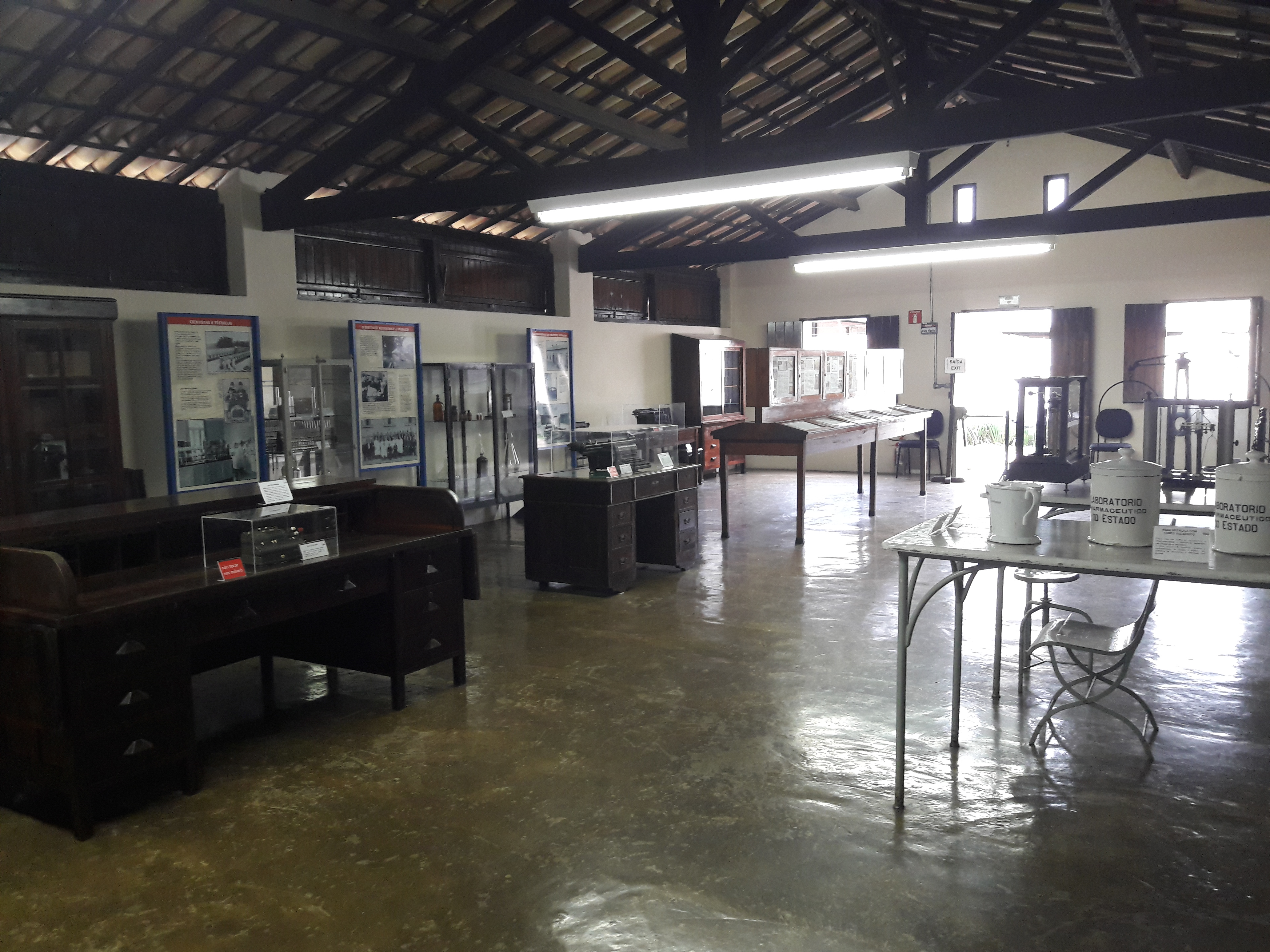
Vista da entrada da segunda sala do Museu Histórico do Instituto Butantan.
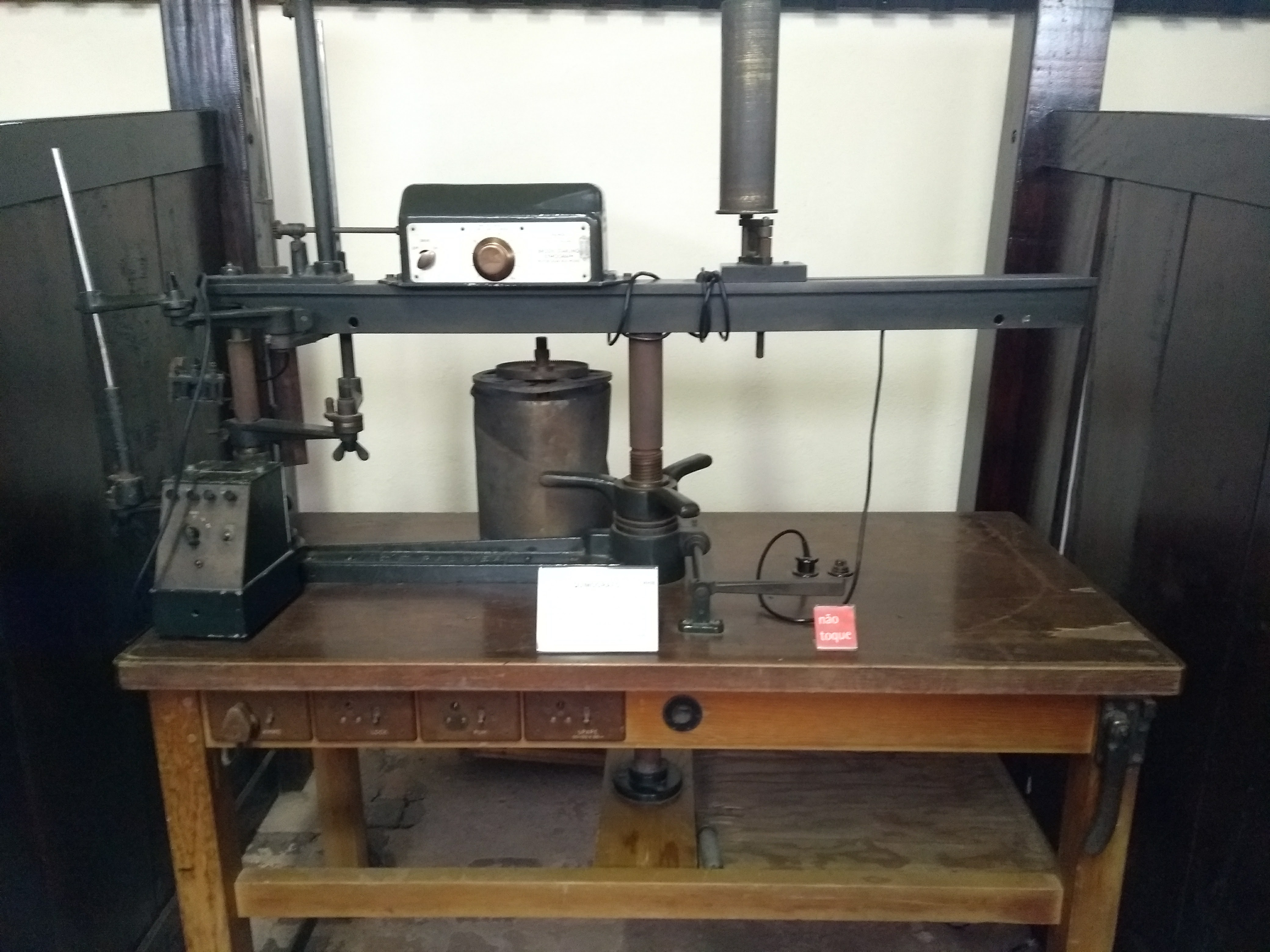
Quimógrafo, parte do acervo do Museu Histórico do Instituto Butantan.
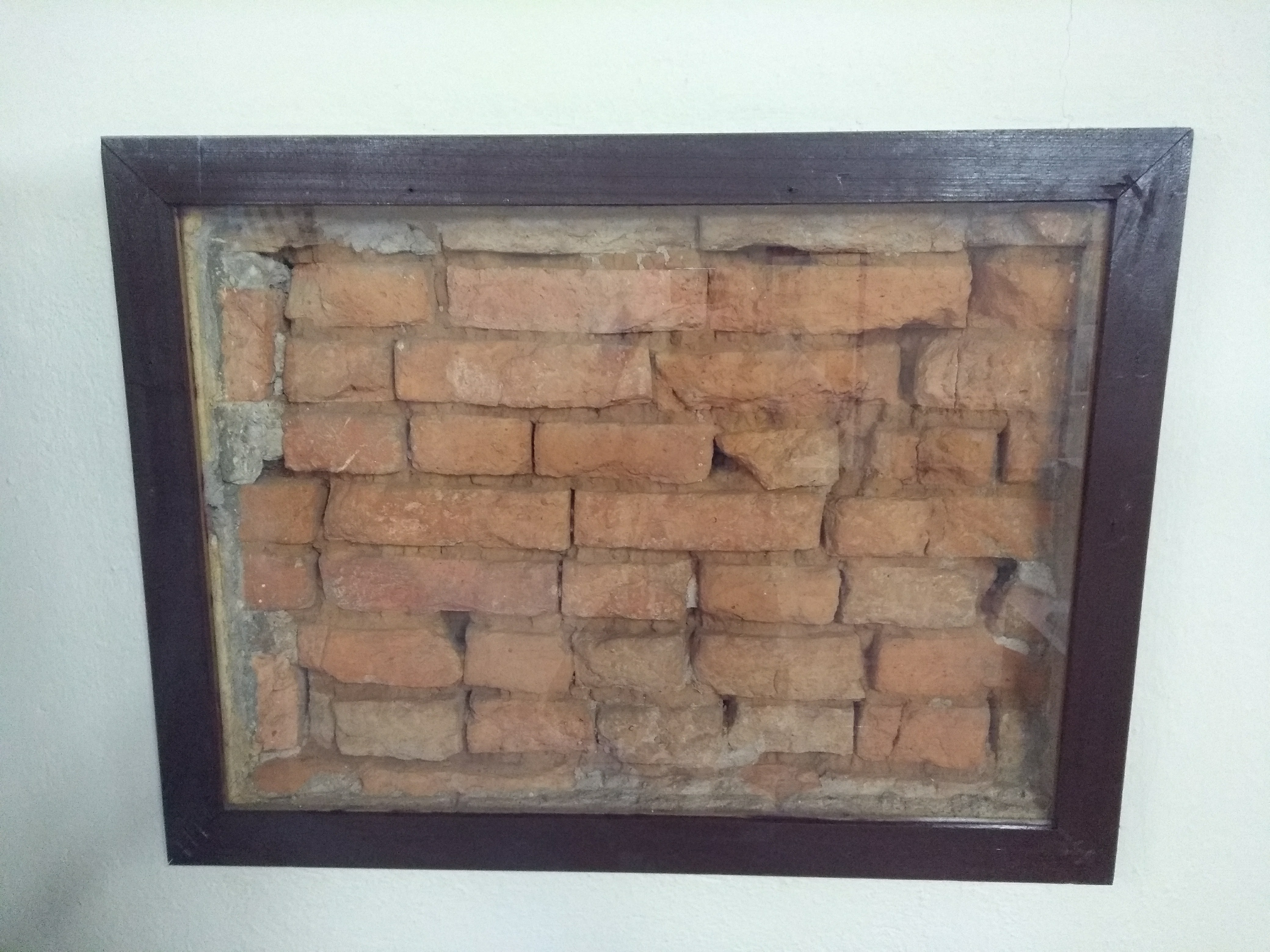
Parede de tijolos, parte do acervo do Museu Histórico do Instituto Butantan.
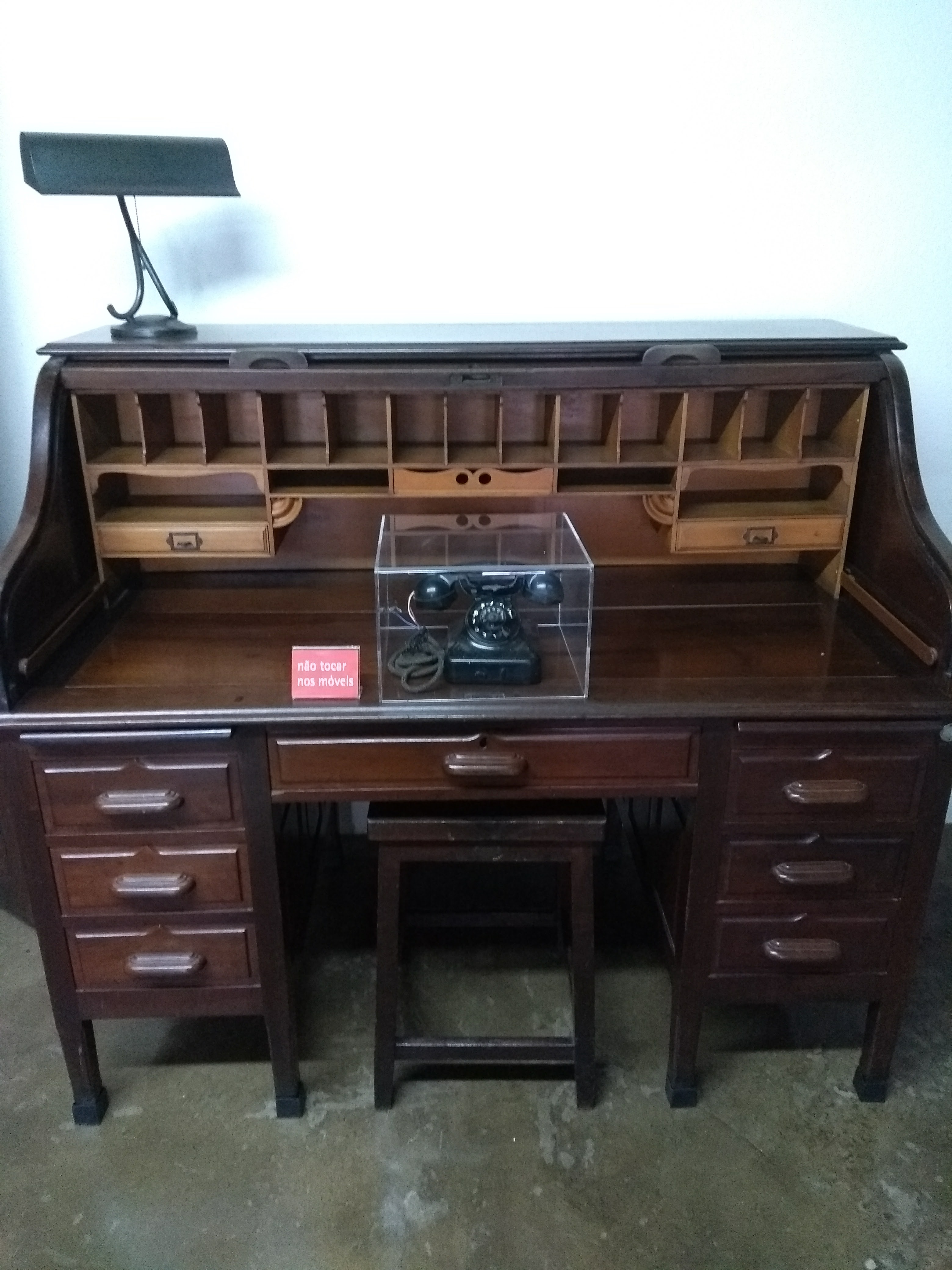
Escrivaninha e telefone, partes do acervo do Museu Histórico do Instituto Butantan.